# Decoupage
Decoupage je likovna tehnika, pri kateri umetnik natančno izrezane slike lepi na različno obdelane podlage in delo na koncu prelakira.
Beseda decoupage izvira iz francoskega glagola decouper, ki pomeni razrezati, izrezati, izstriči.

## Zgodovina
Tehnika decoupage ima zelo dolgo zgodovino in se je skozi stoletja spreminjala in dopolnjevala tehniko glede na različne stile, razvoj materiala in pri različnih narodih. V osnovi pa je še vedno izrezovanje oblik oziroma figur iz različnih vrst papirja, ki so nato prilepljene na različne podlage in večkrat prelakirane.
Prvi naj bi tehniko decoupaga uporabljali sibirski nomadi, ki so uporabljali figure iz filca za okrasitev predmetov za grobove že kakih 3000 let pr. n. št. Okrog leta 1100 so kitajski kmetje uporabljali izrezane figure za okrasitev oken, lantern in ostalih okrasnih predmetov. 
Nemški in poljski obrtniki so uporabljali tehniko decoupage za okrasitev pohištva.
V začetku 17. stoletja je porisano in polakirano pohištvo iz Kitajske in Japonske postalo izjemno priljubljeno v Evropi. Ker pa tega pohištva in uporabnih predmetov na tržišču ni bilo dovolj, so beneški obrtniki začeli sami izdelovati podobno pohištvo. Ker je bilo slikanje dolgotrajno in drago, so nekateri mizarji začeli namesto poslikavanja uporabljati izrezane slike. Užaljeni beneški slikarji so to tehniko poimenovali arte povera- beraška umetnost. Vendar pa so imeli mizarji težave z lakiranjem, kajti lak, ki so ga uporabljali ni bil takšen kot so ga uporabljali na vzhodu (izvleček smole drevesa, ki raste na Kitajskem, Japonskem in v Kambodži ). Metoda je dobila naziv lacca contraffata – ponarejen lak.
V 18. stoletju se je ta tehnika razširila tudi v Francijo, kjer so jo poimenovali tudi scriba (namizna umetnost). Angležinja Mary Delaney (1700-1788) je postala izjemno priljubljena umetnica v tehniki decoupage na dvoru kralja Georga III. in kraljice Charlotte. V 71 letu je začela sestavljati obsežno botanično zbirko imenovano papirnati mozaiki, ki je še danes na ogled v Britanskem muzeju.
Leta 1760 je Robert Sayer v Londonu natisnil knjigo The Ladies Amusement of the Art of Japanning Made Easy. V njej je objavil 1500 ilustracij za barvanje in izrezovanje.
V 19. stoletju so se začeli pojavljati bolj sentimentalni motivi.
Različne tehnike in stili tehnike decoupage se razvijajo po celem svetu še danes, obstajajo pa tudi združenja ljubiteljev te tehnike.